# LIVE DECADE 1990〜1999
『LIVE DECADE 1990〜1999』（ライヴ・ディケイド）は、矢沢永吉9作目のライブ・アルバム。2000年3月29日発売。

## 解説
ライブ・アルバムは『LIVE!YES,E』（1998年4月22日発売）以来約2年ぶり。サブタイトルの通り、1990年〜1999年の10年間のライブ音源より選曲。

## 収録曲

### DISC.1
1. OPENING 02:19
2. 切り札を探せ [4]03:39
3. RUN&RUN [5]03:38
4. Oh!ラヴシック [6]04:18
5. ロックンロール・バイブル [6]04:45
6. EBB TIDE [4]05:19
7. M.C. 0:37
8. 悪戯な眼 [7]04:21
9. MARIA [8]03:24
10. TAKE IT TIME [9]04:27
11. 夜間飛行 [9]04:10
12. ROCKIN' MY HEART [10]03:44
13. 心花よ [11]03:55
14. LAST CHRISTMAS EVE [12]03:45
15. ラスト・シーン [13]05:35
16. バイ・バイ・サンキュー・ガール [14]04:49
17. 傘 [15]05:34
18. 世話がやけるぜ [16]07:16

### DISC.2
1. ゴールドラッシュ [17]05:09
2. セクシー・キャット [17]04:05
3. あの娘と暮らせない [4]05:40
4. アリよさらば [18]03:52
5. AZABU [15]04:49
6. SOMEBODY'S NIGHT [19]04:11
7. ROCK ME TONIGHT [4]04:47
8. 時間よ止まれ [8]04:42
9. ニューグランドホテル [19]04:25
10. Still [8]04:35
11. YES MY LOVE [20]05:08
12. 黒く塗りつぶせ [16]04:09
13. 止まらないHa～Ha [7]05:06
14. ファンキー・モンキー・ベイビー [4]02:21
15. トラベリン・バス [4]04:09
16. アイ・ラブ・ユー,OK [15]04:44